# Скагестад, Свен Мартин
Свен Мартин Нильссен Скагестад (норв. Sven Martin Nilssen Skagestad; род. 13 января 1995, Берген) — норвежский легкоатлет, специалист по метанию диска и толканию ядра. Выступает на профессиональном уровне с 2011 года, чемпион Европы среди молодёжи, многократный победитель и призёр первенств национального значения, участник летних Олимпийских игр в Рио-де-Жанейро.

## Биография
Свен Мартин Скагестад родился 13 января 1995 года в Бергене, фюльке Вестланн. Занимался лёгкой атлетикой в местном клубе IL Norna-Salhus.
Выступал на крупных юношеских и юниорских турнирах в Скандинавии начиная с 2011 года. Представлял Норвегию на Европейском юношеском летнем олимпийском фестивале в Трабзоне, где в метании диска стал восьмым.
В 2013 году вошёл в состав норвежской сборной и выступил в метании диска на юниорском европейском первенстве в Риети.
Первого серьёзного успеха на международном уровне добился в сезоне 2014 года, когда на юниорском мировом первенстве в Орегоне завоевал бронзовую награду в зачёте метания диска.
В 2015 году впервые стал чемпионом Норвегии в толкании ядра и метании диска. Метал диск на командном чемпионате Европы в Чебоксарах и на молодёжном европейском первенстве в Таллине, занял 7-е и 11-е места соответственно.
В 2016 году на молодёжном международном турнире в немецком Висбадене установил свой личный рекорд в метании копья — 65,20 метра. Участвовал в чемпионате Европы в Амстердаме. Выполнив олимпийский квалификационный норматив (65,00), удостоился права защищать честь страны на летних Олимпийских играх в Рио-де-Жанейро — на предварительном квалификационном этапе метнул диск на 62,45 метра, чего оказалось недостаточно для выхода в финал.
В 2017 году одержал победу на молодёжном европейском первенстве в Быдгоще, выступил на чемпионате мира в Лондоне.
В 2022 году отметился выступлением на чемпионате Европы в Мюнхене, в финал не вышел.